# محفظة جرثومية

الطبقة الحمراء الخارجية في هذا المخطط هي المحفظة، والتي تختلف عن غلاف الخلية. وهذه البكتيريا إيجابية الغرام، حيث يحتوي غلافها الخلوي على غشاء الخلية (برتقالي) وببتيدوغليكان سميك يحتوي على جدار خلوي (بنفسجي).

المحفظة الجرثومية أو علبة البكتريا (بالإنجليزية: Bacterial capsule)‏ هي بنية كبيرة جدا للعديد من البكتيريا، وهي طبقة متعددة السكاريد تقع خارج مغلف الخلية، وبالتالي تعتبر جزءا من الغشاء الخارجي للبكتيريا، وهي طبقة منظمة بشكل جيد، ولا يمكن إزالتها بسهولة، ويمكن أن تكون سببًا لأمراض مختلفة.
تختلف المحفظة الجرثومية، التي توجد في كل من البكتيريا سالبة الغرام وإيجابية الغرام عن الغشاء الدهني الثاني (الغشاء البكتيري الخارجي)، الذي يحتوي على عديد السكاريد الشحمي والبروتين الشحمي، ويوجد فقط في البكتيريا سالبة الجرام. وعندما ينتشر إفراز اللزوجة غير المتبلور (الذي يصنع المحفظة) إلى الوسط المحيط ويبقى كإفراز غير مفكك، يُعرف باسم طبقة الوحل (slime layer). ويمكن اختصار طبقة الوحل والمحفظة في بعض الأحيان تحت مصطلح الكأس السكري.

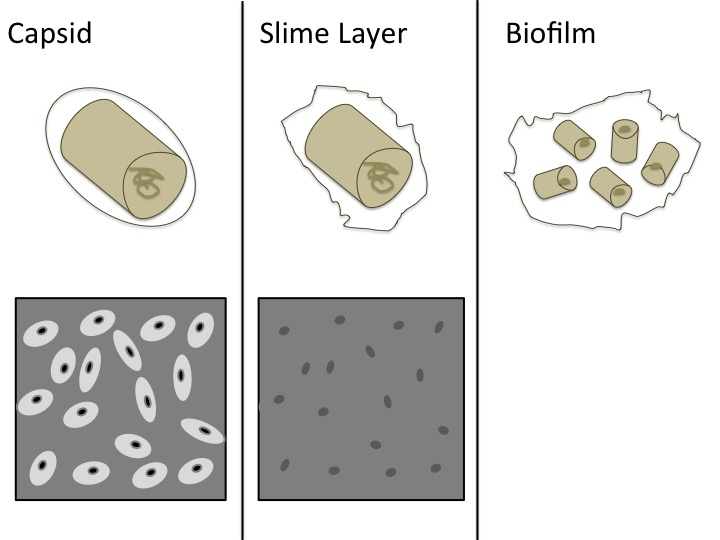
تحتوي المحفظة البكتيرية على حد متوسط القوة يتبع محيط الخلية، وتطرد المحفظة حبر الهند عند صبغها، بينما طبقة الوحل هي مصفوفة غير قوية يمكن تشويهها بسهولة وليست قادرة على استبعاد حبر الهند، وهناك الأغشية الحيوية التي تتكون من العديد من الخلايا والحواجز الخارجية، والوظائف الأساسية لكل من المحفظة وطبقة الوحل هي للحماية والالتصاق.

## التركيب
تتكون المحفظة الجرثومية عادة من عديدات السكاريد، ولكن يمكن أن تتكون من مواد أخرى، مثل البروتين السكري، وبوليببتيد حمض الجلوتاميك في العصوية الجمرية، والببتيدوجليكان وحمض الموراميك الموجود في محفظة الإشريكية القولونية. ولأن معظم المحافظ معبأة بإحكام، يصعب تلوينها؛ لأن معظم الصبغات القياسية لا يمكن أن تلتصق بالمحفظة. وللفحص تحت المجهر، يتم صبغ البكتيريا وخلفيتها بلون أكثر قتامة من المحفظة، التي لا تصبغ. وعندما يتم النظر إليها، تكون الخلايا البكتيرية وسطحها مصبوغة، بينما تظل المحفظة شاحبة أو عديمة اللون وتظهر كحلقة، أو هالة حول الخلية.

## الوظيفة
تعتبر المحفظة عامل ضراوة؛ لأنها تعزز قدرة البكتيريا على إحداث المرض (على سبيل المثال تمنع البلعمة). ويمكن للمحفظة أن تحمي الخلايا من الابتلاع بالخلايا حقيقية النواة، مثل الخلايا البلعمية. وقد تكون هناك حاجة إلى الأجسام المضادة الخاصة بالمحفظة من أجل حدوث البلعمة. وتحتوي المحفظة أيضًا على ماء يحمي البكتيريا من الجفاف. كما أنها تستثني الفيروسات البكتيرية ومعظم المواد السامة الكارهة للماء، مثل المنظفات. ولا تؤدي الحصانة ضد نوع واحد من المحافظ إلى مناعة ضد الأنواع الأخرى، كما تساعد المحافظ الخلايا على التمسك بالأسطح. وتعرف البكتيريا التي تحتوي على محفظة جرثومية بالبكتيريا المغلفة بعديد السكريد أو البكتيريا المغلفة.

## التنوع
توجد المحفظة بشكل أكثر شيوعًا بين البكتيريا سالبة الغرام، مثل:
- إشريكية قولونية
- نيسرية سحائية[9]
- كلبسيلة رئوية[10]
- مستدمية نزلية[11]
- زائفة زنجارية[12]
- سلمونيلا[13]

ومع ذلك، قد تحتوي بعض البكتيريا إيجابية الغرام أيضًا على محفظة، مثل:
- العصوية الضارية على سبيل المثال، التي تصنع محفظة تتألف من عديد الببتيد وعديد السكاريد.
- العقدية المقيحة التي تصنع محفظة من حمض الهيالورونيك
- المكورة الرئوية لديها على الأقل 91 نمط مصلي مختلف للمحفظة،[14] وهذه الأنماط المصلية هي أساس لقاحات المكورات الرئوية.
- العقدية القاطعة للدر، التي تنتج محفظة من عديد السكاريد، وتتكون المحفظة من تسعة أنواع من المستضدات تحتوي جميعها على حمض السياليك.
- العنقودية البشروية
- المكورات العنقودية الذهبية

كما أن خميرة المستخفية المورمة، التي على الرغم من أنها ليست بكتيريا، لها محفظة مشابهة.
وتكون الكبسولات أو المحفظة صغيرة جدا، حيث لا يمكن رؤيتها باستخدام مجهر عادي، مثل بروتين م في العقدية المقيحة، الذي يُسمى المحفظة الدقيقة.

## وصف المحفظة
1. صبغة حبر الهند: تظهر المحفظة كهالة واضحة حول البكتيريا، حيث لا يمكن للحبر اختراق المحفظة.[16]:87
2. صبغة مانيفال: تظهر المحفظة كهالة واضحة بين البكتيريا ذات اللون الوردي والخلفية الملطخة باللون الرمادي المزرق. وصبغة الخلفية هي صبغة أحمر الكونغو الحمضية (التي تحول اللون إلى الرمادي المزرق بسبب الرقم الهيدروجيني)، والصبغة الوردية هي صبغة فيوشين الحمضية.
3. الطرق المصلية: مادة المحفظة تتكون من مستضدات، ويمكن إثباتها عن طريق مزجها مع مصل معين. وعند فحصها تحت المجهر، تظهر المحفظة "منتفخة"؛ بسبب زيادة في انكسارها. وهذه الظاهرة هي أساس تفاعل الكولينج.

## استخدام المحفظة الجرثومية في اللقاحات
يعتبر التطعيم باستخدام مواد المحفظة فعال ضد بعض الكائنات الحية (على سبيل المثال، المستدمية النزلية النوع ب، والمكورة الرئوية، والنيسرية السحائية). ومع ذلك، لا يكون عديد السكاريد مستضديًا للغاية، خاصة عند الأطفال، لذلك تحتوي العديد من اللقاحات المحفظية على عديد السكاريد المترافق مع حاملات البروتين، مثل ذوفان الكزاز أو ذوفان الخناق، مما يحفز استجابة مناعية أقوى بكثير.